# Laboratoires Servier
Laboratoires Servier, часто скорочено Servier — французька транснаціональна фармацевтична компанія, яка керується некомерційним фондом, зі штаб-квартирою у місті Сюрен у регіоні Іль-де-Франс.
Консолідований обіг компанії за 2018 фінансовий рік склав 4,2 мільярда євро. «Servier» є провідною французькою незалежною фармацевтичною компанією, та другою за величиною французькою фармацевтичною компанією. Вона має філії у 149 країнах, і 82 % продажів продукції компанії здійснюється за межами Франції. Повідомляється, що компанія інвестує трохи менше 25 % свого обороту в дослідження та розробки, в яких зайнято 3 тисячі з 22 тисяч її співробітників по всьому світу. У 2013 році виробничі майданчики компанії випустили 853 мільйони упаковок ліків.
Клінічний підрозділ підтримки «Servier» у Жиді (неподалік Орлеана), який виробляє ліки для клінічних досліджень, є найбільшим підрозділом такого типу в Європі. «Laboratoires Servier» є повноправним членом Європейської федерації фармацевтичної промисловості та асоціацій
У 2018 році «Servier» завершила придбання онкологічного відділення компанії «Shire» в Бостоні, та призначила Девіда К. Лі генеральним директором відділення. Офіційне відкриття нової штаб-квартири «Servier» у США відбулося у 2019 році.
У 2009 році препарат «Servier» на основі амфетаміну «Медіатор», який початково був розроблений для схуднення у хворих з діабетом, але часто призначався поза реєстраційними показаннями як допоміжний засіб для схуднення, був вилучений з ринку після того, як був пов'язаний з 500—2000 смертями у Франції. Подальші розслідування виявили, що багато попередніх попереджень про безпеку цього препарату були або пропущені, або приховані, можливо, через незаконний вплив компанії та її хороші зв'язки. 29 березня 2021 року французький суд оштрафував «Servier» на 2,7 млн євро, визнавши компанію винною у обмані та ненавмисному вбивстві, причому було зазначено, що «Медіатор» був пов'язаний зі смертю до 2000 осіб. Колишнього керівника компанії Жана-Філіпа Сету було засуджено до умовного терміну ув'язнення на 4 роки, тоді як літній засновник компанії Жак Серв'є помер, і тому не міг бути засуджений. Французьке агентство з лікарських засобів, звинувачене у нездатності достатньо швидко реагувати на попередження щодо препарату, було оштрафовано на 303 тисячі євро.

## Продукти компанії
Основні продукти:
- Гліклазид (Діамікрон, Діамікрон MR) — протидіабетичний препарат
- Індапамід (Флюдекс SR, Натрілекс SR, Лозид) — сечогінний засіб
- Івабрадин (Прокоралан) — серцево-судинний засіб
- Периндоприл (Коверсил) — інгібітор АПФ
- Стронцію ранелат (Протелос) — засіб від остеопорозу
- Амінептин (Сурвектор, Манеон, Директім) — антидепресант
- Тіанептин (Стаблон)
- Триметазидин (Вастарел МР) — антиангінальний препарат.[14]

Інші продукти:
- Агомелатин (Вальдоксан, Мелітор, Тиманакс)
- Альмітрин (Дуксил, Вектаріон)
- Бенфлуорекс (Медіаксал)
- Карбутамід (Глюцидорал)
- Дафлон 500
- Фенспірид (Пневморель)
- Фотемустин (Муфоран)
- Фузафунгін (Локабіотал)
- Пегаспаргаза (Онкаспар) — лікування гострого лімфобластного лейкозу[15]
- Периндоприл/індапамід (Претеракс, Коверсіл Плюс)
- Пірибедил (Тривастал ретард)
- Рилменідин (Гіперіум)
- Альгінат натрію (псевдофаг)
- Сульбутіамін (Аркаліон)
- Тертатолол (Артекс)
- Вітаміни (Вітатіон)

## Спільні дослідження
Окрім внутрішньої дослідницької та розробницької діяльності, «Servier» здійснює спільні дослідницькі проекти, що фінансуються з державного бюджету, з промисловими та академічними партнерами. Одним із прикладів у сфері доклінічної оцінки безпеки є «InnoMed PredTox». Компанія розширює свою діяльність у спільних дослідницьких проектах в рамках Ініціативи інноваційних лікарських засобів EFPIA та Європейської комісії.
Окрім цього, «Servier» бере участь у дослідницькій та ліцензійній співпраці у фармацевтичній та біотехнологічній промисловості. Ця співпраця включає:
- У кардіології: XENTION (Велика Британія, 2013), AMGEN (США, 2013), MIRAGEN (США, 2011), ARMGO (США, 2006)
- При діабеті: INTARCIA (США, 2014)
- При захворюваннях обміну речовин: INTERCEPT — агоністи TGR5 (США, 2011), Genfit (Франція, 2004)
- У неврології (MS): GENEURO (CH, 2014)
- В онкології: CTI BIOPHARMA (США, 2014), NOVARTIS (CH, 2014), CELLECTIS (Франція, 2014), NERVIANO (IT, 2013), EOS (IT) / CLOVIS (США, 2012), BIOINVENT (SE, 2012), MACROGENICS (США, 2011/12), GALAPAGOS (NDL, 2011), BIOREALITES (Франція, 2011), PHARMACYCLICS — інгібітор HDAC (США, 2009), HYBRIGENICS (Франція, 2007/2011) VERNALIS (Великобританія, 2007/2011)
- У розділі «Орфанні захворювання/Кардіологія/Діабет»: XOMA (США, 2010)
- В галузі остеопорозу та остеоартриту: OSTEOLOGIX (США, 2010), GALAPAGOS (NDL, 2010), KAROS (США, 2010), NORDIC BIOSCIENCE (Данія, 2006/2010)

Компанія «Servier» придбала «Symphogen» у 2020 році.

## Скандали
«Laboratoires Servier» стала об'єктом всесвітнього скандалу у зв'язку зі створенням та розповсюдженням препарату для схуднення під назвою «Медіатор» (бенфлуорекс), який, імовірно, забрав життя до 2100 осіб.
У фільмі «Дочка Бреста» режисера Еммануель Берко розповідається про те, як доктор Ірен Фрашон виявляє, що таблетки «Медіатор» спричинюють появу набутих вад серця або смерть, і як у 2009 році вона починає важку боротьбу проти продюсера та французьких органів охорони здоров'я.
У березні 2021 року компанію «Servier» засудили до штрафу в розмірі 2,7 мільйона євро за обман при обтяжуючих обставинах та ненавмисне вбивство, проте її виправдали за звинуваченнями у шахрайстві. Суд також зобов'язав компанію виплатити кілька сотень мільйонів євро збитків 6500 позивачам, а одного з її провідних менеджерів засудили до 4 років умовного терміну. Французьке медичне агентство ANSM було оштрафовано на 300 тисяч євро за неналежний нагляд.
Фармацевтична компанія «Servier» продовжувала свою діяльність у Росії, незважаючи на міжнародні санкції та геополітичні наслідки вторгнення Росії в Україну. Рішення компанії зберегти свою присутність у Росії було розкритиковане організаціями, що виступають за етичну корпоративну поведінку під час глобальних конфліктів.